# Aristophon (Komödiendichter)
Aristophon (altgriechisch Ἀριστοφῶν Aristophṓn) war ein griechischer Komödiendichter aus Athen. Er war um die Mitte des 4. Jahrhunderts v. Chr. tätig und zählt zur „Mittleren“ Komödie. Seinen ersten Sieg beim Wettkampf der Lenäen errang er wahrscheinlich in den 350er Jahren.
Von Aristophon sind acht Komödien dem Titel nach bekannt: Platon (über den berühmten Philosophen Platon), Pythagoristes (über einen Pythagoreer), Peirithous, Kallonides, Philonides, Babias (ein Sklave), Der Arzt und Die Zwillinge. Überliefert sind daraus nur 15 teils umfangreiche Fragmente, neun davon bei Athenaios.  

## Textausgaben
Rudolf Kassel, Colin Austin (Hrsg.): Poetae Comici Graeci (PCG). Band 4. De Gruyter, Berlin 1983, ISBN 3-11-002405-5, S. 1–11 